# 排気デバイス

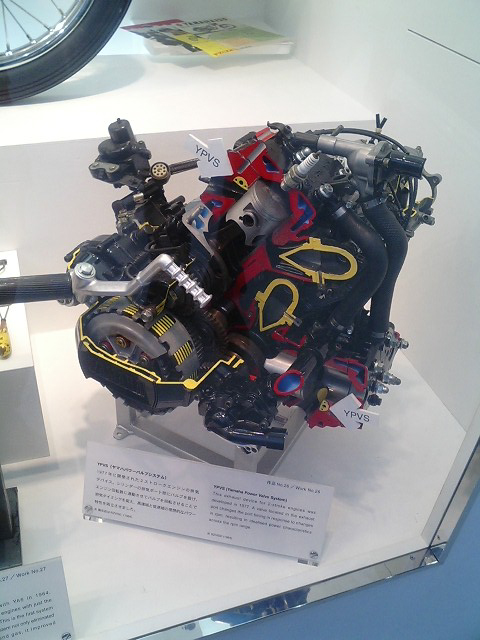
可変排気ポート式排気デバイスの一例、ヤマハ・YPVS

排気デバイス（はいきデバイス）とは、主に排気効率や新気の充填効率の向上を目的とし、エンジンの排気経路に付加される装置のこと。4ストロークエンジンの場合（特に自動車の場合）には可変排気システムと呼ばれる場合も多い。2ストロークエンジンの排気デバイスは、英語圏ではパワーバルブシステム(power valve system)とも呼ばれる。
排気ガスは音速を超えて熱と圧力をエンジン外へ排出し、エンジンにおける損失の一部となる。排気デバイスは特に音速を超える排気ガスの運動エネルギーを利用している。主に、排気経路の途中に設けられたバルブを開閉する事などによって、複数ある排気管を切り替えたり、集合管の場合には集合方式を切り替えたりする事で排気効率や充填効率の向上を図る。

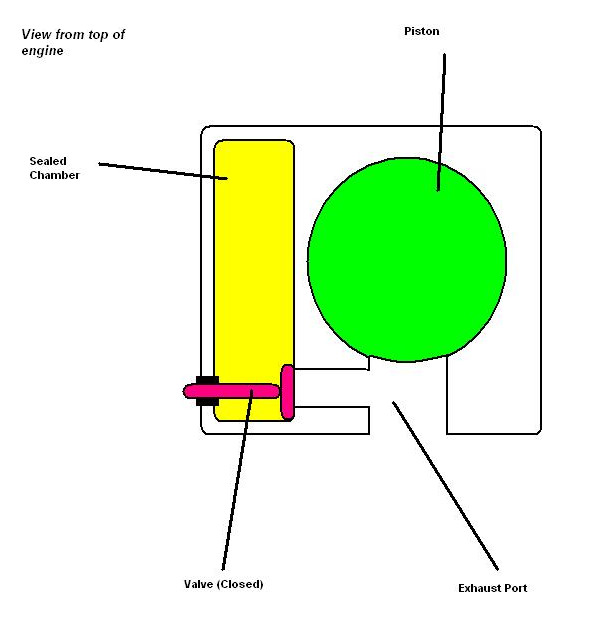
ホンダ・ビートに採用されたサブチャンバー式排気デバイス、V-TACSの概念図。任意の操作によりサブチャンバーへの経路が閉鎖される構造で、これを自動化したものがATACである。

2ストロークエンジンにおいては、主に排気経路途中に設けられた副室へ排気を導き、メインのエキゾーストチャンバーの効果を補助するサブチャンバー式と、排気ポート部に可動式のシャッターを配置してポートプロフィールそのものを変化させる可変排気ポート式の二種類に大別出来る。サブチャンバー式はホンダのATAC、スズキのSAECが代表的な存在であり、可変排気ポート式はヤマハのYPVS、ホンダのHPP、RCバルブ、スズキのAETC等が存在する。サブチャンバー方式の亜種として、排気管の間に開閉式の通路を設けたカワサキのKVSS、可変排気ポート式の亜種として、回転数に応じて排気ポート数が増えるカワサキのKIPSといった方式も存在する。
4ストロークエンジン用としてはヤマハのEXUPが代表的で、同様のコンセプトで作られた物にSuzuki Exhaust Tuning(SET)、Honda Variable Intake-Exhaust(H-VIX)がある。